# Karamoko Cissé
Karamoko Cissé (* 14. November 1988 in Koubia) ist ein guineischer Fußballspieler, er spielt auf der Position eines Stürmers. 
Cissé wuchs als Kind guineischer Einwanderer in Italien auf. Hier begann er seine Karriere als Fußballer bei der Jugendmannschaft von Virus Petosino. In der Folge wechselte er zu Atalanta Bergamo, wo er hauptsächlich in der Primavera-Mannschaft zum Einsatz kam. Im Sommer 2007 wurde Cissé an Hellas Verona ausgeliehen, wo er dann regelmäßig zum Einsatz kam. Seit der Fußball-Afrikameisterschaft 2008 gehörte Cissé zum Kader der guineischen Nationalmannschaft und bestritt bislang insgesamt 15 Spiele. In der Saison 2009/10 spielt der Stürmer bei UC AlbinoLeffe in der Serie B, bevor er zu 2014 FC Casertana wechselte.
Nach 12 Toren in 25 Spielen für Casertana wechselte Cissé zu Benevento Calcio. Mit Benevento gelang ihm zunächst der Aufstieg in die Serie B, nur ein Jahr später sogar der Aufstieg in die Serie A. Am 31. August 2017 wechselte Cissé dann zum FC Bari 1908. 2018/19 spielte er bei Hellas Verona, bevor er an den Carpi FC ausgeliehen wurde.

## Erfolge
- Meister der Lega Pro: 2015/16
- Aufstieg in die Serie A: 2016/17